# Högnordisk fotblomfluga
Högnordisk fotblomfluga (Platycheirus hyperboreus) är en tvåvingeart som först beskrevs av Rasmus Carl Staeger 1845.  Högnordisk fotblomfluga ingår i släktet fotblomflugor, och familjen blomflugor. Arten är reproducerande i Sverige. Inga underarter finns listade i Catalogue of Life.